# Danh sách tập truyện Enen no Shouboutai
Enen no Shouboutai (Nhật: 炎炎ノ消防隊 (Bộc Hỏa Nhân Tượng) Hepburn: En'en no Shōbōtai, tiếng Anh: Fire Force, Fire Brigade of Flames) là một loạt truyện tranh shounen Nhật Bản được viết và minh họa bởi Ōkubo Atsushi. Nó được xuất bản bởi Kodansha và đã được đăng trên Weekly Shōnen Magazine kể từ ngày 23 tháng 9 năm 2015, với các chương được tập hợp thành ba mươi bốn tập tankōbon, phát hành đầu tiên vào ngày 17 tháng 2 năm 2016.
Trong một cuộc phỏng vấn vào tháng 7 năm 2019, tác giả đã tuyên bố rằng ông dự kiến kết thúc của truyện: "Có thể là ở tập 30. Nó có thể thay đổi. Nhưng sẽ không quá 50 tập".
Loạt truyện đã được Kodansha USA cấp phép phát hành tiếng Anh ở Bắc Mỹ và đã xuất bản tập đầu tiên vào ngày 8 tháng 11 năm 2016.

## Lưu ý
| Đây là một danh sách chưa hoàn tất (chưa kết thúc hoàn toàn) vì thế sẽ thường xuyên cập nhật các thông tin mới. |

| |
| Tên các chương truyện bằng tiếng Nhật trong bài viết này được lấy hoàn toàn từ bản gốc, những chương được đăng trên tạp chí Weekly Shōnen. |
| Tên các chương truyện bằng tiếng Việt trong bài viết này được đặt theo tác giả phiên dịch.                                                 |
| Một số chương truyện chưa phiên dịch sẽ được dùng cụm từ: "Chưa xác định".                                                                 |

## Danh sách tập truyện
| - 00. Shinra Kusakabe gia nhập Biệt Đội (森羅 日下部 入隊 Shinra Kusakabe Nyūtai) - 01. Lần Chạy Đầu Tiên (初現場 Hatsu Genba) - 02. Con Quỷ, Kỵ Sĩ và Phù Thủy (悪魔と騎士と魔女 Akuma to Kishi to Majo) - 03. Trái Tim một người Lính Cứu Hỏa (消防官の心 Shōbōkan no Kokoro) - 04. Kẻ Báng Bổ Đáng Ngờ (怪しき冒涜者 Ayashiki Bōtokusha) - 05. Giải Đấu Tân Chiến Sĩ Lửa (消防官新人大会 Shōbōkan Shinjin Taikai) |

| - 06. Độc Ác để Biết Sự Thật (真実を知る悪意 Shinjitsu wo Shiru Akui) - 07. Quỷ Dữ và Gã Hề (悪魔とJOKER Akuma to Jōkā) - 08. Tìm Kiếm Sự Thật (真実を求めて Shinjitsu o Motomete) - 09. Điều Đội 8 Theo Đuổi (第8が追うもの Dai Hachi ga Ou Mono) - 10. Hỏa Bộc có Ý Thức (意志を持つ"焔ビト" Ishi wo Motsu "Homura Bito") - 11. Người Hùng và Công Chúa (ヒーローと姫 Hīrō to Hime) - 12. Đội 5 và Đội 8 (第5と第8 Dai Go to Dai Hachi) - 13. Sẵn Sàng (スタンバイ Sutanbai) - 14. Quyết Tâm của một Cô Gái (聖女の決意 Seijo no Ketsui) - 15. Cuộc Chiến Bắt Đầu (開戦 Kaisen) |

| - 16. Hiệp Sĩ Nổi Giận (騎士の不覚 Kishi no Fukaku) - 17. Shinra vs. Hibana (シンラvs.火華) - 18. Chiến (激突 Gekitotsu) - 19. Đóa Hoa Lửa (約束の火華 Yakusoku no Hibana) - 20. Nơi Hỏa Bộc Đản Sinh (焔の生まれる所 Homura no Umareru Tokoro) - 21. Cuộc Điều Tra Bắt Đầu (第1調査開始 Dai Ichi Chōsa Kaishi) - 22. Kế Hoạch Thâm Nhập Đội 1 (第1潜入作戦 Dai Ichi Senyū Sakusen) - 23. Khả Năng của Đội 1 (第1能力者たち Dai Ichi Nōryokusha Tachi) - 24. Shinra vs. Burns (シンラvs.バーンズ Shinra vs. Bānzu) - 25. Theo Dấu Thủ Phạm (犯人を追え! Han'nin wo oe!!) |

| - 26. Bọ Lửa (焰の蟲 Homura no Mushi) - 27. Tội Ác Không Thể Tha Thứ (許されざる悪 Yurusa Rezaru Aku) - 28. Shinra vs. Rekka (シンラvs.レッカ) - 29. Quyền Cước (拳か脚か Kobushi ka Ashi ka) - 30. Kẻ Chủ Mưu (後ろに立つ男 Ushiro Ni Tatsu Otoko) - 31. Bộc Hỏa Lan Rộng (燃え拡がる悪意 Moehirogaru Akui) - 32. Kẻ Địch mới (新たなる敵 Aratanaru Teki) - 33. Hội nghị của các Đội trưởng (英雄集結 Eiyū Shūketsu) - 34. Hiệp Sĩ Trẻ (少年騎士 Shōnen Kishi) |

| - 35. Lời Hứa (約束 Yakusoku) - 36. Sự Thành Lập của Đội 8 (Phần 1) (第8特殊消防隊結成 前編 Dai Hachi Tokushu Shōbōtai Kessei Zenpen) - 37. Sự Thành Lập của Đội 8 (Phần 2) (第8特殊消防隊結成 後編 Dai Hachi Tokushu Shōbōtai Kessei Kouhen) - 38. Tung Tích của Mũ Trùm Trắng (白づくめの行方 Shiro Zukume No Yuku-e) - 39. Lính Cứu Hỏa Mạnh Nhất (最強の火消し Saikyou no Hikeshi) - 40. Đêm Trước Trận Đấu ở Asakusa (浅草開戦前夜 Asakusa Kaisen Zenya) - 41. Cơn Thịnh Nộ của Kẻ Mạnh Nhất (怒りの煉合消防官 Ikari no Rengou Shōbōkan) - 42. Ōbi vs. Benimaru (桜備vs.紅丸) |

| - 43. Lý Do để Chiến Đấu (戦う理由 Tatakau Riyū) - 44. Đội 7 Khai Sinh (生まれる第7 Umareru Dai Nana) - 45. Bẫy Rập! (仕組まれた罠 Shikumareta Wana) - 46. Truy Đuổi Tên Bắn Tỉa (狙撃手を追え! Sogekishu wo Oe!) - 47. 2 vs. 2 (二対二の死闘 Ni Tai Ni no Shitō) - 48. Niềm Kiêu Hãnh của Asakusa (浅草の誇り Asakusa no Hokori) - 49. Lễ hội Giác Đấu (喧嘩祭り Kenka Matsuri) - 50. Chiến Đấu vì Ngọn Lửa của Ai? (誰が為の炎 Da ga Tame no Honō) - 51. Chén Rượu Sake (盃 Sakazuki) |

| - 52. Hỏa Quốc (焔の世界 Honō no Sekai) - 53. Vị Thần của Kỹ Nghệ và Lửa (鍛冶場の神様 Kajiba no Kami-sama) - 54. Giấc Mơ của một Người Đàn Ông (暗躍する者 Anyaku-suru Mono) - 55. Kẻ Phản Bội (鍛冶屋の夢 Kajiya no Yume) - 56. Vua của các Hiệp Sĩ (馬上の騎士王 Bajō no Kishi Ō) - 57. Tiến Thoái Lưỡng Nan (窮地！！ Kyūchi!!) - 58. Chúng Ta là Gia đình (俺たちは家族 Ore-tachi wa Kazoku) - 59. Đến Nơi! (到着！ Tōchaku!) - 60. Đen - Trắng - Xám (黒と白と灰色 Kuro to Shiro to Haiiro) |

| - 61. Ngọn Lửa Linh Thiêng (聖なる刀身 Seinaru Tōshin) - 62. Lời Hứa (約束 Yakusoku) - 63. Bạn Bè (仲間 Nakama) - 64. Nơi Huấn luyện Kĩ Năng Chiến Đấu (修行の地 Shugyō no Chi) - 65. Bí Mật của Sức Mạnh (発火の極意 Hakka no Gokui) - 66. Thành Quả của mỗi Thành viên (それぞれの成果 Sorezore no Seika) - 67. Netherworld (地下への Nezā he no) - 68. Lạc Lối trong Bóng Tối (迷いの闇 Mayoi no Yami) - 69. Maki vs. Flail (マキvs.フレイル Maki vs. Fureiru) |

| - 70. Bảo vệ (守るということ Mamoru to Iu Koto) - 71. Tamaki vs. Assault (タマキvs.アサルト Tamaki vs. Asaruto) - 72. Nơi mà Viên Đạn Hướng tới (弾丸の行方 Dangan no Yukue) - 73. Niềm Kiêu Hãnh (誇りを纏って Hokori wo Matotte) - 74. Thanh Trường Kiếm Ánh Sáng (一閃の太刀 Issen no Tachi) - 75. Niềm Tự Hào của Lính Khắc Hỏa (消防官の誇り Shōbōkan no Hokori) - 76. Khao Khát Mãnh Liệt (貫く意志 Tsuranuku Ishi) - 77. Liên Kết (繋がる者 Tisunagaru Mono) - 78. Anh Trai và Em Trai (兄と弟 Ani to Otōto) |

| - 79. Cuộc Chiến Sinh Tử Bắt Đầu! (死闘の先に Shitō no Saki ni) - 80. Sức Mạnh của Sho (ショウの能力 Shō no Nōryoku) - 81. Ý Chí của một Người Anh (兄の意地 Ani no Iji) - 82. Sự Bảo Hộ của Kẻ Truyền Giáo (伝導者の加護 Dendōsha no Kako) - 83. Thế Hệ thứ Tư (第四世代 Dai Yon Sedai) - 84. Cười (笑顔 Egao) - 85. Âm Mưu được Tiết Lộ (語られる陰謀 Katarareru Inbō) - 86. Hồi Phục ("知"の消防隊 "Chi" no Shōbōtai) - 87. Lửa và Thần Dược (医と火 I to Hi) |

| - 88. Quá Khứ và Hiện Tại (過去と今 Kako to Ima) - 89. Quá Khứ Đau Buồn (燃ゆる過去 Moyuru Kako) - 90. Kết Thúc của một Bi Kịch (悲劇の果てに Higeki no Hate ni) - 91. Cuộc Chiến giữa những Người Đàn Ông (消防官の戦い Otoko no Tatakai) - 92. Những Cô Gái Nguy Hiểm (中隊長改造計画 Chūtaichō Kaizō Keikaku) - 93. Ngọn Lửa Đặc Biệt (第4特殊消防隊 Dai Yon Tokushu Shōbōtai) - 94. Soichiro Arg (蒼一郎 アーグ Sōichirō Āgu) - 95. Nộ Hỏa (狂気の炎 Kyōki no Honō) - 96. Đồng Đội Cũ (集う旧友 Tsudō Kyūyū) |

| - 97. Quá Khứ của Arthur (騎士王の由縁 Kishi Ō no Yuen) - 98. Shinra Đối Đầu Arthur (シンラvs.アーサー Shinra vs. Āsā) - 99. Người thứ Năm (新たな火種 Arata na Hidane) - 100. Hương Thơm của Lửa (炎の香り Honō no Kaori) - 101. Ngọn Lửa Bi Kịch (火中の惨劇 Kachū no Sangeki) - 102. Hỏa Quyền (荒ぶる拳 Araburu Kobushi) - 103. Hỏa Thần thứ Năm (火中模索 Kachū Mosaku) - 104. Tiếp Viện (火事場の絆 Kajiba no Kizuna) - 105. Tám Hỏa Thần (集結 Shūketsu) |

| - 106. Thế Hệ thứ Hai (第二世代 Dai Ni Sedai) - 107. Rock 'n' Roll (悪魔の型 Koruna) - 108. Kế Hoạch của Licht (リヒトの秘策 Rihito no Hisaku) - 109. Giây Phút Quyết Định (正念場 Shōnenba) - 110. Thời Khắc Quyết Định (選択の時 Sentaku no Toki) - 111. Bước Chuyển Giao (次への一歩 Tsugi he no Ippō) - 112. Tiến tới Đại Lục (未知への船出 Michi he no Funade) - 113. Thế giới Bên Ngoài (外の世界 Soto no Sekai) - 114. Oasis (Phần 1) (楽園への道 Oashisu he no Michi) |

| - 115. Oasis (Phần 2) (楽園 Oashisu) - 116. Thánh Địa (聖なる地 Seinaru Chi) - 117. Ác Quỷ Rực Lửa Lurks (燃え潜む悪意 Moe Hisomu Akui) - 118. Thủ Lĩnh (統率者 Tōsotsusha) - 119. Bí Mật của Shintai (御神体の謎 Goshintai no Nazo) - 120. Cốt Lõi (核心 Kakushin) - 121. Một Giây/250 Năm (一秒/弍佰伍拾年 Ichi Byō/Nihyaku Gojū Nen) - 122. Người Phụ Nữ màu Đen (黒の女 Kuro no Onna) - 123. Bóng Đêm Đe Dọa (影が差す Kage ga Sasu) |

| - 124. Anh Hùng Bóng Đen (ダックヒーロー Dakku Hīrō) - 125. Bóng Đêm Sinh Ra từ Ánh Sáng Thần Thánh (神光が生む影 Shinkō ga Umu Kage) - 126. Trong Cái Bóng của Mặt Trời (太陽の影で Taiyō no Kage de) - 127. Mặt Trận Bùng Cháy (戦線着火 Sensen Chakka) - 128. Cùng Nhau và Đơn Độc (集と個 Shū to Ko) - 129. Hai Tên Độc Nhãn (対の隻眼 Tsui no Sekigan) - 130. Sự Thật bị Ẩn Giấu (秘されし真実 Hisareshi Shinjitsu) - 131. Những Người Tìm Kiếm (探求者 Tankyūsha) - 132. Tin Tưởng và Sự Thật (信頼と真実 Shinrai to Shinjitsu) |

| - 133. Chiến Binh Ác Quỷ (邪悪な強者 Jāku na Kyōsha) - 134. Bí Mật đằng sau Khu Vườn Nhỏ (箱庭の真相 Hakoniwa no Shinsō) - 135. Lưỡi Hái Ashen Grim (灰の死神 Hai no Shinigami) - 136. Tử Chiến trong Lòng Địch (敵陣戦闘 Tekijin Sentō) - 137. Thiên Thần vs. Phù Thủy (天使vs.魔女 Tenshi vs. Majo) - 138. Lòng Tín (信じる心 Shinjiru Kokoro) - 139. Hỗn Chiến (三色混戦 Sanshoku Konsen) - 140. Trận Đấu (女の闘い Onna no Tatakai) - 141. Đấu tranh (争奪戦 Sōdatsusen) |

| - 142. Một Tinh Thần Bùng Nổ (爆発する心 Bakuhatsu-suru Kokoro) - 143. Truyền Thuyết về Thanh Kiếm Thần Huyền Thoại (伝説の聖剣の伝説 Densetsu no Seiken no Densetsu) - 144. Áp Lực (重圧 Puresshā) - 145. Khiên Người (その身は盾 Sono Mi wa Tate) - 146. Những Tên Nhóc, Yếu Nhược (少年よ、弱くあれ Shōnen yo, Yowakuare) - 147. Lời Thề (宣誓 Sensei) - 148. Nỗi Đau của Thánh Nữ (聖女の苦悩 Seijo no Kunō) - 149. Thành Quả của Sự Tận Tâm (献身の報い Kenshin no Mukui) - 150. Hoa Hướng Dương (向日葵 Himawari) |

| - 151. Chàng Trai, Assault! (男、突撃 Otoko, Asaruto) - 152. Gia đình Oze (尾瀬一門 Oze Ichimon) - 153. Mệnh Lệnh (指令 Shirei) - 154. Con Đường Tôi Chọn (選ぶ道 Erabu Michi) - 155. Tiến vào Bóng Tối (闇に潜る Yami ni Moguru) - 156. Lá Cờ (旗 Furagu) - 157. Đấu tranh Quyết Liệt (決意の攻防 Ketsui no Kōbō) - 158. Juggernaut (破壊兵器 Jagānōto) - 159. Tuyến Đường Địch (接敵 Setteki) |

| - 160. Bọ và Người, Phối hợp Tiến Công (人蟲合力 Jinchū Gōryoku) - 161. Tranh Cãi (口論闘争 Kōron Tōsō) - 162. Kẻ Chịu Trách Nhiệm (背負う者 Seō Mono) - 163. Kế Hoạch Hủy Diệt (亡命の企み Bōmetsu no Takurami) - 164. Trách Nhiệm (責務 Sekimu) - 165. Tìm Kiếm Phù Thủy trong Tình Cảnh Tuyệt Vọng (死中に魔女を求む Shichū ni Majō wo Motomu) - 166. Lần theo Mối Liên Kết (繋がりを辿る Tsunagari wo Tadoru) - 167. Tinh Thần Hào Hiệp (任侠の漢 Ninkyō no Kan) - 168. Những Tấm Gương Phản Chiếu (合わせ鏡 Awase Kagami) |

| - 169. Kỷ Luật (鍛錬 Tanren) - 170. Sao Lại là Tôi? (なぜ私は Naze Watashi wa) - 171. Hỏa Miêu (炎猫 Enbyō) - 172. Siêu Hỏa (火事場の馬鹿力 Kajiba no Bakajikara) - 173. Kỉ Vật Mori (死を想え Shi wo Omoe) - 174. Điềm Gở (激動の兆し Gekidō no Kizashi) - 175. Mối Quan Hệ của Niềm Tin (信仰の中心で Shinkō no Chūshin de) - 176. Hoài Nghi về Sự Tận Tâm (信心を問う Shinjin wo Tō) - 177. Nghị Lực (不退転 Futantei) |

| - 178. Tù Nhân (囚われの身 Toraware no Mi) - 179. Cuộc Gặp Mặt Bí Mật trong Bóng Tối (闇の密談 Yami no Mitsudan) - 180. Tên Đồ Tể (屠り人 Hofuri Bito) - 181. Hóa Thân Lửa (炎の化身 Honō no Keshin) - 182. Cái Chết và những Ngọn Lửa (死と炎 Shi to Honō) - 183. Công Kích Hoàng Kim Binh (黄金を射て Ōgon wo Ute) - 184. Bí Mật của Gold (黄金の秘密 Ōgon no Himitsu) - 185. Thí Nghiệm Chiến Đấu (実験戦闘 Jikken Sentō) - 186. Một Cơ Hội Chạm Trán Kẻ Thù Cũ (宿敵邂逅 Shūteki Kaikō) |

| - 187. Kết Thúc Lời Cầu Nguyện (祈りの果て Inori no Hate) - 188. Áo Giáp Sắt (鋼の鎧 Hagane no Yoroi) - 189. Rồng và Hiệp Sĩ (竜と騎士 Ryū to Kishi) - 190. Kẻ Mạnh (強き者 Tsuyoki Mono) - 191. Tiền Bối và Hậu Bối (先達と後進 Sendatsu to Kōshin) - 192. Nắm Chắc Tay Súng của Bạn (意地を貫け Ishi wo Tsuranuke) - 193. Chưa xác định (英雄と獅子 Hīrō to Shishi) - 194. Chưa xác định (不撓不屈 Futōfukutsu) - 195. Chưa xác định (事態急転 Jitai Kyūten) |

| - 196. Chưa xác định (月光の救い Gekkō no Sukui) - 197. Chưa xác định (告別 Kokubetsu) - 198. Chưa xác định (花園の記憶 Hanazono no Kioku) - 199. Chưa xác định (眠る真実 Nemuru Shinjitsu) - 200. Chưa xác định (闇の聖母 Yami no Seibo) - 201. Chưa xác định (小鬼 Ko-Oni) - 202. Chưa xác định (騎士王の大冒険 Kishi-Ō no Daibōken) - 203. Chưa xác định (見出すモノは Miidasu mono ha) - 204. Chưa xác định (騎士王の一族 Kishi-Ō no Ichizoku) |

| - 205. Chưa xác định (聖剣再誕 Seiken Saitan) - 206. Chưa xác định (繋がる Tsunagaru) - 207. Chưa xác định (脱出 Dasshutsu) - 208. Chưa xác định (終末集会 Shūmatsu Shūkai) - 209. Chưa xác định (暗闘 Antō) - 210. Chưa xác định (出現 Shutsugen) - 211. Chưa xác định (柱の下に Hashira no Shita ni) - 212. Chưa xác định (協調 Kyōchō) - 213. Chưa xác định (空中武闘 Kuchū Butō) |

| - 214. Chưa xác định (大怪獣戦線 Daikajū Sensen) - 215. Chưa xác định (点火 Tenka) - 216. Chưa xác định (古の狂気 Inishie no Kyōki) - 217. Chưa xác định (無自覚 Mujikaku) - 218. Chưa xác định (影の形 Kage no Katachi) - 219. Chưa xác định (過ち Ayamachi) - 220. Chưa xác định (原国の父 Genkoku no Chichi) - 221. Chưa xác định (浅草の流儀 Asakusa no Ryūgi) - 222. Chưa xác định (第1再起 Dai Ichi Saiki) |

| - 223. Chưa xác định" (暴れん坊、出る Abarenbō, Deru) - 224. Chưa xác định (太陽と月 Taiyō to Tsuki) - 225. Chưa xác định (幼き月光 Osanaki Gekkō) - 226. Chưa xác định (背負った末に Seotta Sue ni) - 227. Chưa xác định (心残り Kokoronokori) - 228. Chưa xác định (冥土の土産 Meido no Miyage) - 229. Chưa xác định (日輪を背に Nichirin wo Se ni) - 230. Chưa xác định (災害進行 Saigai Shinkō) - 231. Chưa xác định (出生 Shussei) |

| - 232. Chưa xác định (万里 日下部 Mari Kusakabe) - 233. Chưa xác định (守護天使 Shugotenshi) - 234. Chưa xác định (八本目 Happon-me) - 235. Chưa xác định (救世主 Kyūseishu) - 236. Chưa xác định (再会 Saikai) - 237. Chưa xác định (ヒーロー Hīrō) - 238. Chưa xác định (その姿は Sono Sugata wa) - 239. Chưa xác định (消えたヒーロー Kieta Hīrō) - 240. Chưa xác định (世界の中心で Sekai no Chūshin de) |

| - 241. Chưa xác định (守り人の道 Mori Bito no Michi) - 242. Chưa xác định (紡いだ系譜 Tsumuida Keifu) - 243. Chưa xác định (あのころ俺たちは Ano Koro Ore-tachi wa) - 244. Chưa xác định (絆を繋げ Kizuna wo Tsunage) - 245. Chưa xác định (龍と騎士、再戦 Ryū to Kishi, Saisen) - 246. Chưa xác định (弐佰伍拾年の執念 Nihyaku Gojū Nen no Shūnen) - 247. Chưa xác định (弐佰伍拾年の執念 Nihyaku Gojū Nen no Shūnen) - 248. Chưa xác định (散らす命 Chirasu Inochi) - 249. Chưa xác định (絶望の先に待つ Zetsubō no Saki ni Matsu) |

| - 250. Chưa xác định (抗う者たち Aragau Mono-tachi) - 251. Chưa xác định (盾は砕け笑う Tate ha Kudake Warau) - 252. Chưa xác định (終末想像 Shūmatsu Imēji) - 253. Chưa xác định (影が喰らう Kage ga Kurau) - 254. Chưa xác định (希望の在処 Kibo no Arika) - 255. Chưa xác định (七柱目の女 Nana Hashira-me no Onna) - 256. Chưa xác định (幻影の再開 Gen'ei no Saikai) - 258. Chưa xác định (世界を救う試練 Sekai wo Sukū Shiren) |

| - 259. Chưa xác định (友よ Tomo yo) - 260. Chưa xác định (氷炎、偽りなく Hyōen, Itsuwarinaku) - 261. Chưa xác định (騎士王が立つ Kishi-Ō ga Tatsu) - 262. Chưa xác định (誓いを剣に Chikai wo Ken ni) - 263. Chưa xác định (神話の戦い Shinwa no Tatakai) - 264. Chưa xác định (超越者 Chōetsusha) - 265. Chưa xác định (竜騎衝天 Ryūki Shōten) - 266. Chưa xác định (制限不可の戦い Seigen-fuka no Tatakai) - 267. Chưa xác định (宇宙の騎士 Sora no Kishi) |

| - 268. Chưa xác định (騎士王の戦装束 Kishi-Ō no Ikusa Shōzoku) - 269. Chưa xác định (名を刻む者たち Na wo Kizamu Mono-tachi) - 270. Chưa xác định (剣に何を宿す Tsurugi ni Nani wo Yadosu) - 271. Chưa xác định (死は希望なり Shi ha Kibōnari) - 272. Chưa xác định (騎士王 Kishi-Ō) - 273. Chưa xác định (ヒーロー復活 Hīrō Fukkatsu) - 274. Chưa xác định (救世主と守護天使 Kyūseishu to Shugotenshi) - 275. Chưa xác định (死神が笑う Shinigami ga Warau) - 276. Chưa xác định (マガイモノ Magaimono) - 277. Chưa xác định (パクリかオマージュか Pakuri ka Omāju ka) |

| - 278. Chưa xác định (参る Mairu) - 279. Chưa xác định (突撃、制圧 Asaruto, Seiatsu) - 280. Chưa xác định (ラッキースケベられ Rakki Sukebe-rare) - 281. Chưa xác định (スケベ尊し Sukebe Tōtoshi) - 282. Chưa xác định (エロは偉大なり Ero ha Idai-nari) - 283. Chưa xác định (切り札の影 Kirifuda no Kage) - 284. Chưa xác định (最強vs.最狂 Saikyō vs. Saikyō) - 285. Chưa xác định (最強決定戦 Saikyō Ketteisen) - 286. Chưa xác định (死地に潜る Shichi ni Moguru) |

| - 287. Chưa xác định (絶望の聖女 Zetsubō no Seijo) - 288. Chưa xác định (救いとは Sukui to ha) - 289. Chưa xác định (一つとなりて Hitotsu to Narite) - 290. Chưa xác định (穿たれた希望 Ugatareta Kibō) - 291. Chưa xác định (第二の太陽に Dai Ni no Taiyō ni) - 292. Chưa xác định (四回目 Yonkai-me) - 293. Chưa xác định (日部部家 Kusakabe-ke) - 294. Chưa xác định (絶望vs.希望 Zetsubō vs. Kibō) - 295. Chưa xác định (見参 Genzan) |

| - 296. Chưa xác định (森羅万象マン Shinrabanshō Man) - 297. Chưa xác định (希望ビッグバン Kibō Bigguban) - 298. Chưa xác định (神よ Kami yo) - 299. Chưa xác định (答え Kotae) - 300. Chưa xác định (ただ一つの術 Tada Hitotsu no Sube) - 301. Chưa xác định (選び取る未来 Erabitoru Mirai) - 302. Chưa xác định (神の裁定 Kami no Saitei) - 303. Chưa xác định (人体発火なき世界 Jintai Hakka Naki Sekai) - 304. Chưa xác định (ヒーローの物語 Hīrō no Monogatari) |